# Aelurillus kochi
Aelurillus kochi är en spindelart som beskrevs av Roewer 1951. Aelurillus kochi ingår i släktet Aelurillus och familjen hoppspindlar. Inga underarter finns listade i Catalogue of Life.